# Kõo
Kõo (em estoniano:  Kõo vald) é uma cidade estoniana localizada na região de Viljandimaa.

## Cidades irmãs
Kõo tem as seguintes cidades irmãs:
- Köyliö (1991)
- Nora (1991)
- Fladungen (1996)